# 达伦·伍兹
达伦·W·伍兹（英語：Darren W. Woods，1964/1965年—）是美国商人，自2017年1月1日起担任埃克森美孚董事长兼首席执行官，其年薪逾20,000,000美元。

## 早年生活及教育
达伦·伍兹生于堪萨斯州威奇托，他先是在得克萨斯农工大学取得了电气工程学士学位，后于西北大学凯洛格管理学院取得了MBA学位。

## 职业生涯

### 埃克森美孚
伍兹于1992年加入埃克森美孚，他在埃克森美孚工作了24年，之后在唐纳德·特朗普总统提名雷克斯·蒂勒森担任下一任美国国务卿后获晋升为首席执行官。尽管其前任蒂勒森专精于石油贸易及勘探，但伍兹本人却专精于石油精炼业务。在成为首席执行官之前，伍兹负责管理公司的石油精炼及石化部门，为公司创造了大部分净利润。
在2017年纽约举行的投资者会议上，伍兹概述了他的增长计划，包括在德克萨斯州和新墨西哥州的二叠纪盆地以及北达科他州的巴肯页岩地层进行钻探的计划。他还简要介绍了该公司在俄罗斯的业务，并对埃克森美孚在俄罗斯东海岸库页岛项目的前景表示乐观。
伍兹还表示，水上钻井平台和水力压裂技术的结合“打破了石油峰值神话”。此外伍兹公开支持《巴黎气候协议》，该协议要求各国承诺减少温室气体排放。2017年5月，伍兹致信特朗普总统，希望不要退出该协定。他表示如果美国不退出该协议，美国将在谈判桌上占有一席之地，以“确保公平的竞争环境”并能够支持“最具成本效益的温室气体减排方案”。
2020年10月5日，根据彭博新闻报道，埃克森美孚计划将其年碳排放量增加约17%，相当于希腊的年碳排放量。据报道称，伍兹签署了一项投资计划，均扩大了碳排放量。埃克森美孚表示，其内部预测是“对 2025年估计累积排放增长的初步内部评估，不包括在规划过程中评估的额外缓解和减排措施。此外，泄露文件中确定的预测发生了重大变化，这一事实没有在文章中得到充分解释或突出强调。”
2022年，伍兹被《卫报》评为美国头号“气候恶棍”之一，这是因为此前埃克森美孚游说者被拍到的视频显示该公司试图阻挠国会气候立法。
2023年12月8日，伍兹出席了在纽约市举行的化学品营销与经济盛典，他因“利用化学的变革力量推动人类进步”而被授予“STEM领导奖”。不过由于他促进了石油及天然气的消费，很多气候活动人士在现场抗议，甚至还有人举着横幅，上书“吃屎达伦” 。

#### 被控向国会撒谎
2021年，伍兹否认埃克森美孚掩盖了本公司有关石油巨头对气候危机影响的研究结果。接受伍兹证词的国会委员会主席将伍兹的行为和美国烟草业数十年来否认尼古丁会上瘾的行为相提并论。除此之外，伍兹还拒绝承诺停止就反对气候倡议一事进行游说。